# Limnaecia epimictis
Limnaecia epimictis là một loài bướm đêm thuộc họ Cosmopterigidae. Nó được tìm thấy ở Úc.